# Mikoyan-Gurevich MiG-8
Mikoyan-Gurevich MiG-8 (tiếng Nga: Микоян и Гуревич МиГ-8 «Утка») là một loại máy bay thí nghiệm của Liên Xô năm 1945. Tên gọi khác là Utka (Vịt), nó có một thiết kế lạ thường với hình dáng giống con vịt, sử dụng động cơ Shvetsov M-11 với cánh quạt ở phía sau.
Chiếc máy bay này được phát triển để thử nghiệm loại cánh mới của MiG-15. Lúc đầu được làm từ gỗ và vải, nó rất nhẹ và theo các báo cáo tường trình thì nó rất được các phi công thử nghiệm MiG của OKB ưa thích vì nó rất dễ điều khiển, bay chậm. Chỉ có một chiếc được sản xuất để thử nghiệm trong không quân Liên Xô.

## Thông số kỹ thuật (Mikoyan-Gurevich MiG-8)

### Đặc điểm riêng
- Phi đoàn: 1 phi công, 3 hành khách
- Chiều dài: 7 m (22 ft 11 in)
- Sải cánh: 9.5 m (31 ft 2 in)
- Chiều cao: 2.48 m (8 ft 1-1/2 in)
- Diện tích cánh: 15.00 m² (161.46 ft²)
- Trọng lượng rỗng: 746 kg (1.644 lb)
- Trọng lượng cất cánh: 1090 kg (2.403 lb)
- Trọng lượng cất cánh tối đa: 1.150 kg (2.535 lb)
- Động cơ: 1× Shvetsov M-11, 75 kW (100 hp)

### Hiệu suất bay
- Vận tốc cực đại: 215 km/h (133 mph)
- Tầm bay: 500 km (310 miles)
- Trần bay: 5200 m (17.060 ft)
- Vận tốc lên cao: n/a
- Lực nâng của cánh: n/a
- Lực đẩy/trọng lượng: n/a

## Nội dung liên quan

### Danh sách máy bay tiếp theo
MiG-3 -
MiG-5 (DIS) -
MiG-7 -
MiG-8 -
MiG-9 (I-210)/MiG-9 (I-301) -
MiG-13 (I-250) -
MiG-15